# Kelurahan Baru Ilir
Kelurahan Baru Ilir är en administrativ by i Indonesien.   Den ligger i provinsen Kalimantan Timur, i den nordvästra delen av landet, 1 200 km nordost om huvudstaden Jakarta.